# Ógradiska
Ógradiska (horvátul: Stara Gradiška) falu és község Horvátországban, Bród-Szávamente megyében.

## Fekvése
Bródtól légvonalban 60, közúton 77 km-re nyugatra, Pozsegától   légvonalban 40, közúton 59 km-re délnyugatra, Nyugat-Szlavóniában, a Száva bal partján fekszik. Az itteni Száva-hídon át zajlik a közlekedés Bosznia északnyugati részére.

## A község települései
A községhez Donji Varoš, Gornji Varoš, Gređani, Novi Varoš, Pivare, Ógradiska és Uskoci települések tartoznak.

## Története
A mai Ógradiska területe a Száva átkelője miatt már a történelem előtti időkben is stratégiai fontosságú hely volt. Ennek jelentőségét a rómaiak előtt itt élt kelták is felismerték, ezt bizonyítja az i. e. 1. századból a La Tène-kultúra idejéből származó, a mai Donji Varoš területén, a Száva partján talált kelta sisak. A mai Ógradiska helyén a római korban alakult ki a római település Servitium. Előzménye egy lóváltó állomás volt, mely a Sisciától keletre, Sirmiumba vezető út mentén a Száva átkelőjénél létesült. Servitium a Száva két partján feküdt. Bár a Tabula Peutingeriana „Seruitio” néven a jobb parton ábrázolja, maradványait mégis Ógradiska területén a Prašnik nevű háromszögletű erdő közepén találták meg. Az eltérő ábrázolást a Száva medrének időközi változása is okozhatja. A lelőhelyen eddig nem végeztek kiterjedt kutatást. Az erdő itt még számos leletet rejthet, melyek közül már eddig is sok tégla, tetőcserép és padlóburkolat darabjai kerültek elő.
Ógradiska neve először 1295-ben „Alsogradisca” alakban bukkan fel írásos forrásban abban az oklevélben, melyben III. András király anyja Tomasina, egész Szlavónia hercegnője Grubuch fiainak, Turdizlausnak és Balázsnak adományozza az Orbász felől az adományosok Schlaplatu nevű földjére vezető, Alsógradiska nevű, a Száva folyón lévő rév vámjának felét („medietatem tributi cuiusdam portus super Zavam existentis Alsogradisca nuncupati, qui versus Vrbaz transit ad ipsorum terram Schlaplatu vocatam”).
A török 1463-ban megszállta egész Boszniát és ezzel az itteni átkelőhely katonai jelentősége megnőtt. Ekkor egy pontonhidat építettek a két part közé, melyen a királyi és a báni haderő katonái nyújtottak segítséget a Bosznia védelmében kulcsfontosságú Jajcának. Ezzel mindkét parti település fejlődésnek indult, melyeket valószínűleg meg is erődítettek. 1527-ben elesett Jajca is, majd ezután Huszrev bég a Száva jobb partján fából erődítmény építésébe kezdett. A török 1536-ban a Száván átkelve elfoglalta ezt a területet is és itt is erődítményt, valamint a két erőd között pontonhidat épített. 1558 telén és tavaszán felépítették Berbir várát és körülötte mintegy 200 házzal új települést létesítettek. A nagyobb település körül legfeljebb 30 házzal kisebb falvakat is létesítettek. Az idő múlásával a Száva két partján épült két település egy településsé vált. Az egyesült településnek 1655-ben 1800 muzulmán és 200 keresztény portája, valamint 8 dzsámija volt. 1660-ban Evlija Cselebi is meglátogatta a települést, melyről megemlítette, hogy neve bosnyák nyelven kis várat jelent továbbá, hogy a meghosszabbított négyszög alakú szép palánkvár a Száva széles síkságán áll.

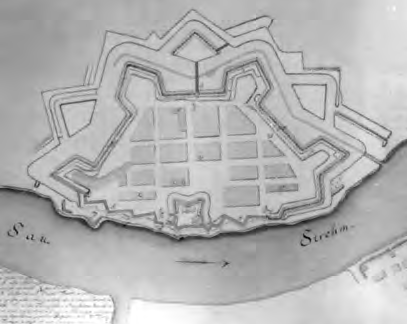
Ógradiska erődjének tervrajza (1750 körül).

A Száva bal partján lévő várat Bádeni Lajos szabadította fel 1688-ban, de a térség csak 1691-ben szabadult fel a török uralom alól. Ekkor az itteni vár határvár lett, mivel a határt a Száva folyó képezte. A török ekkor a jobbparton egy modernebb erődöt épített, mely körül a későbbiekben egy nagyobb település fejlődött ki, melyet a kezdetekben Brebirnek, majd később Bosanska Gradiškának neveztek. 1762-ben a balparti várat is lebontották és a helyére hét bástyával és egy négyzetes toronnyal erősített modern erődöt építettek. Az erőd építésekor az itt élt lakosságot az újonnan létesített falvakba, Donji-, Gornji- és Novi Varošba telepítették át. Az erőd felépülte után a Gradiskai gyalogezred székhelyeként katonai közigazgatási központ lett. Közben a közeli Csernek határában új katonai támaszpontot kezdtek kiépíteni az ezred számára, mely idővel egy új és modern településsé fejlődött, ami ma Újgradiskának (Nova Gradiška) neveznek. Ezután kezdték a várat és a települést Ógradiskának (horvátul: Stara Gradiška, németül: Alt Gradischka) hívni. Idővel a polgári lakosság teljesen eltűnt. Utolsónak 1787-ben a ferencesek is Csernekre költöztek, kolostorukat pedig laktanyává építették át.
1799-től, az erődöt börtönné építették át.
Az első katonai felmérés térképén „Alt Gradiska” néven található. Lipszky János 1808-ban Budán kiadott repertóriumában „Gradisska (Sztara)” néven szerepel. Nagy Lajos 1829-ben kiadott művében „Ó Gradiska” néven 349 házzal, 1759 katolikus és 471 ortodox vallású lakossal az oppidumok között találjuk. Itt volt gradiskai határőrezred parancsnoksága. Szent Mihály tiszteletére szentelt plébániatemploma, vám- és sóhivatala volt. A katonai közigazgatás megszüntetése után Pozsega vármegyéhez csatolták.

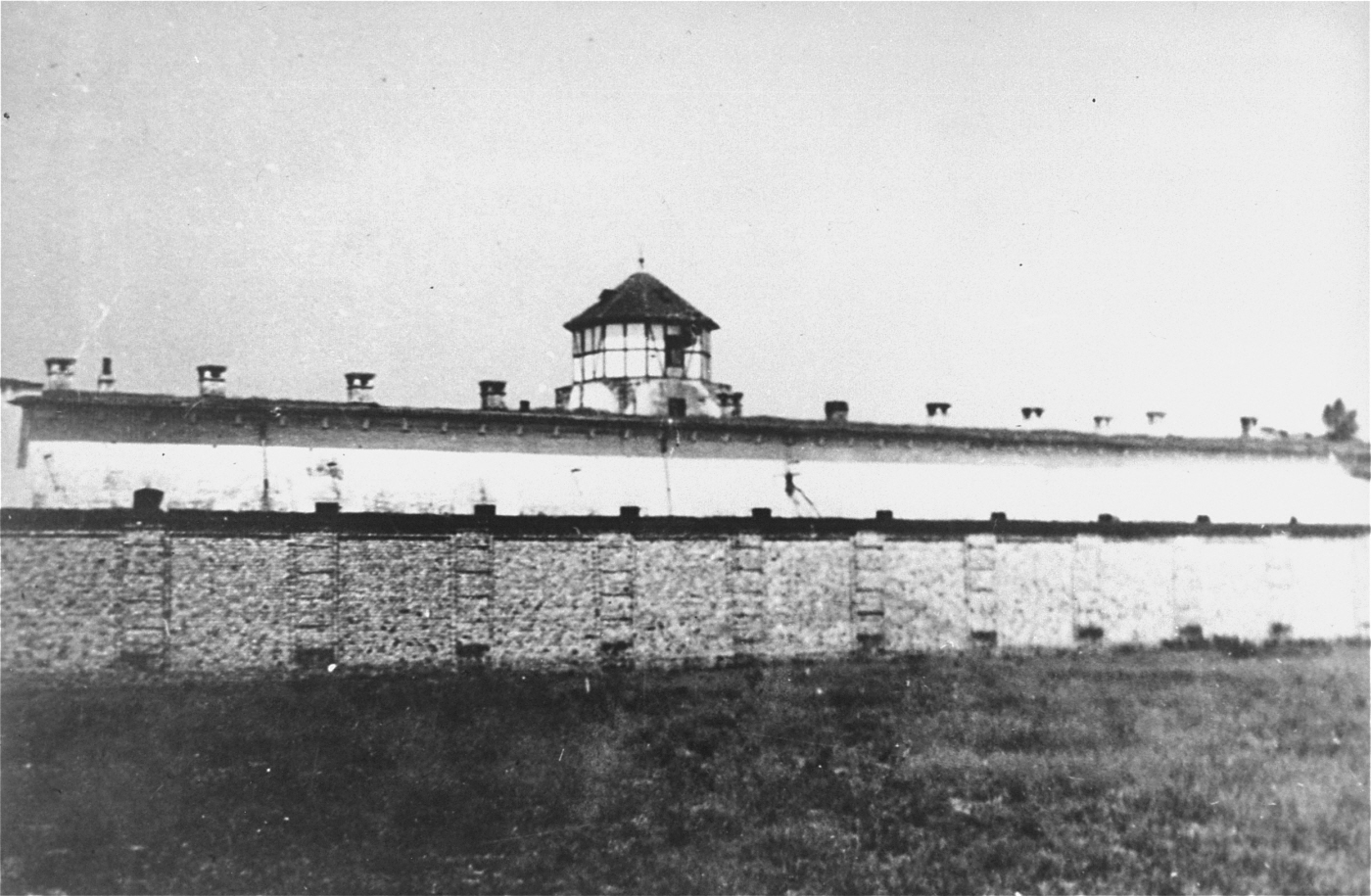
Az ógradiskai gyűjtőtábor látképe.

1857-ben 29, 1910-ben 109 lakosa volt. Az 1910-es népszámlálás szerint lakosságának 46%-a horvát, 30%-a szerb, 14%-a német, 6%-a magyar anyanyelvű volt. Pozsega vármegye Újgradiskai járásának része volt. Az első világháború után 1918-ban az új szerb-horvát-szlovén állam, majd később (1929-ben) Jugoszlávia része lett. A második világháború idején az usztasák gyűjtőtábort létesítettek itt, mely a jasenovaci táborkomplexum részét képezte. Több mint 9500, főként szerb, zsidó és roma nemzetiségű foglyot, köztük sok nőt és gyermeket végeztek itt ki szisztematikusan. A háború után hírhedt fogolytábor működött itt, ahova mások mellett a politikai foglyokat is zárták. Emiatt az ide zárt horvátokat tréfásan gradiskai horvátoknak is nevezték. A település 1991-től a független Horvátországhoz tartozik. 1991-ben lakosságának 73%-a szerb, 10%-a jugoszláv, 8%-a horvát nemzetiségű volt. A délszláv háború során a település már a háború elejétől fogva a jugoszláv néphadsereg (JNA) egyik legfontosabb támaszpontja volt. Innen látták el a Nyugat-Szlavóniában harcoló alakulatokat hadianyaggal. 1995. május 2-án a „Bljesak-95” hadművelet második napján foglalta vissza a horvát hadsereg. A szerb lakosság legnagyobb része elmenekült. A Száva hídján alig két nap alatt a térség szerbek lakta településeiről több mint 18 ezer szerb özönlött át a bosnyák oldalra. 2011-ben a településnek 327 lakosa volt.

## Lakossága
| Lakosság változása | Lakosság változása | Lakosság változása | Lakosság változása | Lakosság változása | Lakosság változása | Lakosság változása | Lakosság változása | Lakosság változása | Lakosság változása | Lakosság változása | Lakosság változása | Lakosság változása | Lakosság változása | Lakosság változása | Lakosság változása |
| ------------------ | ------------------ | ------------------ | ------------------ | ------------------ | ------------------ | ------------------ | ------------------ | ------------------ | ------------------ | ------------------ | ------------------ | ------------------ | ------------------ | ------------------ | ------------------ |
| 1857               | 1869               | 1880               | 1890               | 1900               | 1910               | 1921               | 1931               | 1948               | 1953               | 1961               | 1971               | 1981               | 1991               | 2001               | 2011               |
| 29                 | 132                | 137                | 66                 | 68                 | 109                | 71                 | 674                | 244                | 268                | 668                | 490                | 537                | 592                | 542                | 327                |

## Gazdaság
A településen fejlett a fafeldolgozó és a fémipar. A mezőgazdaság hagyományosan meghatározó ágazata az állattenyésztés, ezen belül főként a tejtermelés. A lakosság egy része a szolgáltatóiparban dolgozik és átjár a szomszédos Boszniába. Itt található a horvát-bosnyák határ egyik legforgalmasabb átkelőhelye.

## Nevezetességei
- Az ógradiskai erőd maradványai[10] egészen 1991-ig szolgáltak börtönként. Leghírhedtebb része a torony, ahol a második világháború idején foglyok ezreit kínozták és végezték ki. Ma az egykori börtön területe félig lerombolt és elhagyatott állapotban áll. A másik felében raktárak és kisebb üzemek találhatók. Az egykor oly jelentős és stratégiailag fontos szávai átkelőből és hatalmas erődjéből mára csak nyomorúságos és jelentéktelen maradványok láthatók.
- Szent Mihály főangyal tiszteletére szentelt plébániatemploma és ferences kolostora 1776-ban épült. A katolikus plébániát 1623-ban még a török uralom idején alapították. A kolostort II. József rendeletére bezárták és laktanyává alakították át. Az értékes barokk Szent Mihály templomot 1948-ban a jugoszláv hatóságok lerombolták, a kolostor egy része pedig a büntetésvégrehajtási intézet része lett. Ma már folyamatban van az új plébániatemplom építése.
- Szent Miklós tiszteletére szentelt pravoszláv parochiális templomát 1760-tól építették. Egy 1782-es jelentésből derül ki, hogy az építés akkorra befejeződött. Az egyik leggazdagabb pravoszláv templom volt a térségben régi ikonosztázzal, könyvekkel és az ikonosztázon kívül 60 más ikonnal. A templomot 1942-ben az usztasák földig rombolták. Mivel a templom az usztasa gyűjtőtáboron belül állt a nyomait is eltüntették. A háború óta az istentiszteleteket a régi postaépületből átalakított kápolnában tartják.

## Sport
- NK Sava Stara Gradiška labdarúgóklub
- „Spin” asztaliteniszklub
- ŠRU „Šaran” sporthorgászklub